# Dytiscus miocenicus
Dytiscus miocenicus is een keversoort uit de familie waterroofkevers (Dytiscidae). De wetenschappelijke naam van de soort is voor het eerst geldig gepubliceerd in 1987 door Lewis & Gundersen.